# Eyalato de Chipre
El eyalato de Chipre fue una provincia del Imperio otomano formada con la isla de Chipre, la cual fue anexionada al imperio en 1571. Los otomanos cambiaron muchas veces la manera en que se administraba Chipre. Fue un sanjacado del eyalato del Archipiélago de 1670 a 1703, y de nuevo a partir de 1784; fue un feudo del gran visir (1703-1745 y 1748-1784); y de nuevo fue un eyalato por el corto período de 1745 a 1748.

## Redadas y conquista otomana
Durante el gobierno veneciano, los otomanos a veces hacían redadas en Chipre. En 1489, el primer año bajo el control veneciano, los turcos atacaron la península de Karpasia, saqueando la isla y tomando cautivos para venderlos como esclavos. En 1539 la flota turca atacó y destruyó Limasol. Temiendo la continua expansión del imperio otomano, los venecianos habían fortalecido Famagusta, Nicosia, y Kyrenia, pero la mayoría de las ciudades eran presa fácil.
En el verano de 1570, los turcos atacaron de nuevo, pero esta vez con una invasión a gran escala en lugar de una redada. Cerca de 60 000 soldados, incluyendo la caballería y la artillería, bajo el mando de Lala Mustafa Pasha, arribaron sin oposición cerca de Limasol el 2 de julio de 1570, y sitiaron Nicosia.
La ciudad cayó el 9 de septiembre de 1570; 20 000 habitantes fueron ejecutadas, y todas las iglesias, los edificios públicos y el palacio fueron saqueados. Solo sobrevivieron las mujeres y los niños que fueron capturados para ser vendidos como esclavos. Se difundieron noticias sobre la masacre, y unos días más tarde Mustafa tomó Kyrenia sin tener que disparar un tiro. Famagusta, sin embargo, resistió el asedio y levantó una defensa que duró desde septiembre de 1570 hasta agosto de 1571.
La caída de Famagusta con la muerte del veneciano Marcantonio Bragadin marcó el principio del período otomano en Chipre.
Dos meses más tarde, las fuerzas navales de la Liga Santa, compuesta principalmente de barcos venecianos, españoles y papales bajo la orden de Juan de Austria, derrotaron la flota turca en la batalla de Lepanto en una de las batallas decisivas de la historia mundial. Sin embargo, la victoria sobre los turcos llegó demasiado tarde, y Chipre quedó bajo el gobierno otomano duranto los próximos tres siglos.
En 1570, los turcos primero ocuparon Chipre, y Lala Kara Mustafa Pasha se convirtió en el primer gobernador turco de Chipre, desafiando las reclamaciones de Venecia. Simultáneamente, el papa formó una coalición entre los Estados Pontificios, Malta, España, Venecia y muchos otros estados italianos, sin ningún resultado real. En 1573, los venecianos se fueron de la isla, retirando la influencia de la iglesia católica.

## Historia administrativa
Apenas Nicosia fue conquistada, Chipre fue declarada un eyalato bajo la administración de un beylerbey, y Mustafa Pasha, el anterior beylerbey de Vlorë, fue nombrado como su beylerbey.
Chipre fue dividido en tres sanjacados: Famagusta, Kyrenia y Pafos. Además, los sanjacados de Alanya, Tarso, İçel, Sis, Zülkadriye y Trípoli en el continente fueron puestos bajo la administración del eyalato de Chipre. Chipre también fue dividido en varios kazas: Tuzla, Limasol, Episkopí, Kythrea, Pafos, Kouklia, Lefka, Morfou, Hirsofu, Famagusta, Kyrenia y Mesariye. Cada uno de estos kazas tuvo su propio kadı o naib. Sin embargo, el sanjacado de Trípoli fue retirado de la jurisdicción de Chipre en 1573 debido a su distancia y fue asignado al eyalato de Damasco. Los sanjacados de İçel, Alanya y Tarso también fueron retirados en 1610 y asignados al recientemente creado eyalato de Adana.
Sin embargo, tras la conquista de Creta, la iglesia ortodoxa chipriota argumentó que Chipre había perdido importancia, que el volumen de comercio había decrecido y que las personas emigraban. De este modo solicitó un cambio en el estado administrativo dado que Chipre no podía seguir siendo un eyalato. Así, en 1670, Chipre se convirtió en un sanjacado bajo el eyalato del Archipiélago, bajo el control directo de Kapudan Pasha, cabeza de la armado otomana.
Este control fue ejercido a través de un mütesellim asignado. Aun así, bajo este sistema, los aghas locales recolectaban impuestos. Esto aumentó su poder y resultó en un disgusto, y la rivalidad entre ellos causó una manifestación que duró dos años en la década de 1680 provocada por Boyacıoğlu Mehmed Agha. Esto demostró que este sistema causó una ausencia de poder y que era ineficaz, así que, en 1703, Chipre fue asignado directamente bajo el control del gran visir, administrado en su nombre por un muhasil. Para reducir los poderes de los aghas, al muhasıl se le dio la potestad de recolectar impuestos, así como un incrementado poder político y militar.
Entre 1745 y 1748, Chipre se convirtió brevemente en un eyalato otra vez. Estos tres años, y especialmente la administración del gobernador Ebubekir Pasha (1746-48) fue un período de desarrollo y de prosperidad relativa. Después del fin del gobierno de Ebubekir Pasha, Chipre se revirtió a su estado anterior.
Los chipriotas griegos tuvieron dos posiciones administrativas muy importantes: el arzobispo, quien encabezaba la Iglesia ortodoxa, reconocido como el único representante de la población chipriota griega a partir de la década de 1670, y el dragomán, escogido entre los candidatos determinados por el arzobispo.
La administración de los muhasil fue volviéndose poco a poco más disfuncional. En 1764, el muhasil Çil Osman Agha fue asesinado en medio de un entorno caótico causado por su gobierno. Entretanto, la guerra contemporánea con Rusia significó un deterioro en el bienestar de las personas.
Así, con las demandas del arzobispo y el dragomán, Chipre fue puesto directamente bajo la administración del Consejo Imperial Otomano en 1785, y los muhasiles fueron nombrados directamente. Estos nuevos muhasiles ya no tenían algunos de sus viejos poderes, los cuales habían aumentado bastante la influencia del clero ortodoxo mientras recolectaban impuestos.
En 1839, con las reformas de Abdülmecit I, la isla una vez más se convirtió en un sanjacado del eyelato del Archipiélago, pero obtuvo una autonomía significativa. La isla estuvo gobernada por un mutasarif, los kazas fueron consolidados en seis kazas más grandes con sus propios consejos administrativos y judiciales. Se estableció un concejo administrativo de sanjacados representado proporcionalmente por turcos, griegos y otras minorías.
En 1861, Chipre se convirtió en un mutasarrifado bajo el control directo de la Sublime Puerta. Aun así, esto cambió otra vez en 1868, cuando Chipre se convirtió en un sanjacado bajo el valiato del Archipiélago en el nuevo sistema de valiatos. Sin embargo, esto no duraría mucho tiempo pues el valiato era administrado desde Çanakkale, y la gran distancia hizo que la administración fuera poco práctica. Con los esfuerzos del arzobispo Sofronios III de Chipre, y también debido a la sequía y los estragos provocados por langostas, Chipre se convirtió en un mutasarrifado independiente una vez más en 1870. Este arreglo duró hasta 1878, cuándo los británicos tomaron control sobre la isla.

## Historia social
La ocupación otomana trajo dos resultados radicales en la historia de la isla. Desde los fenicios en el siglo IX a. C., apareció un nuevo elemento étnico, los turcos. Los griegos que poblaban Chipre ahora eran gobernados por los otomanos.
El imperio otomano otorgó timares a soldados bajo la condición de que ellos y sus familias se queden allí permanentemente, una acción de mucha importancia porque los soldados designados se convertirían en el núcleo de la comunidad turca de la isla. Durante el siglo XVII la población turca creció rápidamente. La mayoría de los turcos que se habían establecido en la isla durante los tres siglos del gobierno otomano se quedaron allí cuando el control sobre Chipre —aunque no su soberanía— fue cedido al Reino Unido en 1878. Aun así, muchos se fueron a Turquía durante la década de 1920. Para 1970, los chipriotas túrquicos representaban el 18% de la población de la isla, mientras que los chipriotas griegos representan el resto.[cita requerida] La distinción entre los dos grupos se daba a la vez por religión e idioma.
Los otomanos aplicaron el sistema de millets en Chipre, el cual permitió que las autoridades religiosas gobiernen a sus propias minorías no musulmanas. Este sistema reforzó la posición de la Iglesia ortodoxa y la cohesión de la población griega chipriota. Gradualmente, el arzobispo de Chipre se convirtió no solo en líder religioso sino también en líder étnico, algunos turcos otomanos promovieron para tener a alguien responsable de la lealtad del rebaño griego. De este modo la Iglesia emprendió la tarea de guardar el legado cultural griego, aunque disminuyó desde la independencia del país.

## Movimiento de independencia griega
Muchos chipriotas griegos apoyaron el esfuerzo por la independencia griega que empezó en 1821, llevando a represalias severas de parte del imperio otomano. El 15 de octubre de 1821, un turba turca capturó y colgó a un arzobispo, cinco obispos y treinta y seis eclesiásticos, y colgó a la mayoría de los chipriotas griegos en Lárnaca y las otras ciudades. Para septiembre de 1822, sesenta y dos pueblos y aldeas chipriotas desaparecieron por completo. Cuando Grecia se independizó en 1829, muchos chipriotas buscaron la incorporación de Chipre a Grecia, pero siguió siendo parte del imperio otomano.
En 1869, el canal de Suez fue abierto y el Reino Unido de Gran Bretaña e Irlanda mostró un interés creciente en la isla, la cual está situada en lo que de repente era una ubicación muy conveniente. Cuando los turcos fueron derrotados por los rusos en 1877 y después de que el Congreso de Berlín tuvo lugar al año siguiente para revisar el Tratado de San Stefano que fue firmado por Rusia y el imperio otomano de acuerdo a los términos designados por el primero, se anunció oficialmente el 9 de julio de 1878 que el 4 del anterior mes de junio los británicos y el sultán habían refrendado en secreto la Convención de Constantinopla por virtud de la cual la posesión y la administración de Chipre fue conferida al Reino Unido. Como intercambio del control sobre Chipre, el Reino Unido aceptó apoyar a Turquía en la guerra ruso-turca. Este acuerdo fue formalizado como la Convención de Chipre.

## Arquitectura y obras públicas

### Arquitectura
Durante la era otomana, en Chipre se construyeron numerosas mezquitas, iglesias, baños públicos, bazares, caravasares, medrasas, escuelas y bibliotecas. La arquitectura otomana en Chipre está estrechamente relacionada con la arquitectura establecida en el imperio; sin embargo, hay algunos características la hacen distintivamente chipriota. Esto se debe a que muchos edificios usados por los católicos (excepto las iglesias griegas ortodoxas), de arquitectura gótica, fueron convertidos en mezquitas o palacios, tal como la mezquita Lala Mustafa Pasha en Famagusta y la mezquita Selimiye en Nicosia. Estos edificios fueron modificados luego por el uso y así se sintetizaron con elementos claramente otomanos. La arquitectura gótica también influyó a la otomana en la isla dado que los elementos góticos fueron usados por los otomanos, como en el minarete de Cami Kebir en Lárnaca.
Dos caravasares sobrevivientes son los monumentales Büyük Han y Kumarcilar Han en Nicosia, considerados algunos de los mejores ejemplos de la arquitectura otomana en la isla. La más conocida de muchas bibliotecas es la Biblioteca de Mahmud II. Los bazares muy importantes en las vidas comerciales otomanas, y en 1872 había veintitrés bazares solo en Nicosia, cada cual con su propia especialidad.
En 1883, los reportes sobre habices publicados por las autoridades británicas en Chipre listaron 81 mezquitas que pertenecían a la Administración Evkaf en Chipre. El arqueólogo Tuncer Bağışkan cree que esta cifra es demasiado subestimada. Dos de los más prominentes sitios religiosos musulmanes construidos en el período otomano son Hala Sultan Tekke en Lárnaca y la mezquita de Arab Ahmet en Nicosia.

### Infraestructura
La administración otomana trajo una mejora significativa a Chipre en cuanto al suministro de agua. El ejemplo más notable es el acueducto Bekir Pasha, construido bajo los auspicios de Ebubekir Pasha entre 1746 y 1748. Este acueducto suministró agua fresca a Lárnaca, antes de su construcción, los residentes locales tenían que cargar el agua en sus espaldas por dos horas. El acueducto de Silihtar, construido entre 1801 y 1803, y el acueducto de Arab Ahmet suministraban agua a Nicosia. Las autoridades también animaron la construcción y la mejora de canales artificiales para el suministro del agua y el riego, el cual aumentó grandemente el rendimiento de los cultivos y permitió una producción a gran escala de fruta. Entre los pueblos descritos como prósperos debido al riego artificial tras la toma británica de la isla están Morfou, Lapithos, Polis, Lefka, Avdimou y Kolossi. Samuel Baker, quien visitó Chipre en 1879, notó «molinos girados por agua [y] canales estrechos con agua corriente» en Lefka. También escribió que «cada jardín y granja era irrigado por agua conducida desde las montañas en canales artificiales» en las pendientes del norte de la cordillera Kyrenia que se extienden hasta la península de Karpasia. En Karavas, las corrientes se desviaban a canales artificiales para suministrar agua al pueblo.
En el siglo XIX una serie de gobernadores otomanos emprendieron un esfuerzo importante para aplanar y regular el curso del Pedieos. Edhem Pasha, quien sirvió como gobernador en la década de 1840, completó la construcción de la carretera Lárnaca-Nicosia y varios puentes. En la década de 1850, el gobernador Mehmet Halet mejoró aún más la red de carreteras y el puerto de Lárnaca, y estableció una tienda y un mercado de granos en Nicosia para animar la cría de ganado.
- Datos: Q3494043
- Multimedia: Cyprus under Ottoman rule / Q3494043